# Салтыкова, Мария Александровна
Княжна Мария Александровна Салтыкова, в замужестве графиня Потоцкая (Marie Potocka; 23 января (4 февраля) 1806, Санкт-Петербург — 9 (21) января 1845, Париж) — светская дама рубежа 1820-х и 1830-х гг., которой посвящали стихи русские поэты «золотого века» и которую изобразил на своём последнем портрете О. Кипренский. Дочь князя А. Н. Салтыкова и его жены Натальи Юрьевны, последней графини Головкиной.

## Биография
По рождению принадлежала к самой верхушке петербургского общества, будучи внучкой крупнейших сановников — графа Ю. А. Головкина (по матери) и светлейшего князя Н. И. Салтыкова (по отцу).
Родилась в Петербурге, крещена 17 февраля 1806 года в домой церкви при дворце Салтыковых при восприемстве деда Салтыкова и бабушки Е. Л. Головкиной. Получила домашнее воспитание.
15 января 1826 года вступила в брак с графом Болеславом Потоцким (1805—1893), шестнадцатым отпрыском польского магната Станислава Щенсного, рождённым уже после его смерти. Венчание было в Скорбященской церкви при поручительстве А. Н. Бахметева, П. Д. Киселёва и князя С. Н. Салтыкова. По поводу их брака одна из современниц писала: «Судя по решению Потоцкой выйти замуж за такого ограниченного человека, как её муж, эта маленькая женщина должна иметь немало тщеславия, надежду исправить положение ничтожности, в котором находится человек без средств; она видит свое счастье в приобретении пуговиц на сорочках то в форме бабочек, то стрел, и эта её страсть изумительна».

Первые годы после замужества жила в Петербурге, давая в своем доме рауты и танцевальные вечера, которые отличались «вкусом и роскошью декорирования». Из-за чахотки с 1832 года была вынуждена почти постоянно жить за границей. По отзыву Долли Фикельмон:
Графиня Потоцкая была довольно красива; если смотреть на неё анфас — просто очаровательна, но в профиль хуже и даже скорее некрасива; у неё небольшие глаза, блестящие, со сладостным выражением, нежное лицо, изящный стан, одета весьма изысканно, приятные манеры, искусна в беседе, но говорит слишком медленно и чересчур монотонно. Она довольно странное существо, типично светская женщина, но с какой-то загадочностью, затрудняющей понять её истинную природу.

Графиня принимала участие в вечерах-собраниях у О. Кипренского в Риме. В 1835 году художник выполнил портрет Марии Потоцкой на фоне южного моря рядом с её сестрой графиней Софьей Шуваловой (1806—1841) и эфиопянкой. Это последнее законченное произведение Кипренского. Портрет был заказан художнику Потоцкой за 1000 скудо и остался невыкупленным. До сегодняшнего дня между искусствоведами ведётся дискуссия по поводу атрибуции изображенной дамы. По последним версиям, Потоцкая изображена с мандолиной (О. Кипренский сделал отдельно эскиз Потоцкой, эта работа находится в Алупкинском дворце-музее). Графиню Потоцкую любили и воспевали поэты. Слепой поэт И. И. Козлов посвятил ей стихотворение «Первое свидание» и писал о ней в 1837 году в своем дневнике:
Я был в восхищении от неё. Она будет также звездой для моего сердца: она высказала ко мне самое мило участие. Говорят, что она очень хороша собой, — сколько я могу судить, она очень умна, соединяет большую чувствительность с пылкой душой... Она спела мне чудную арию и романс. Она ученица госпожи Малинбран.

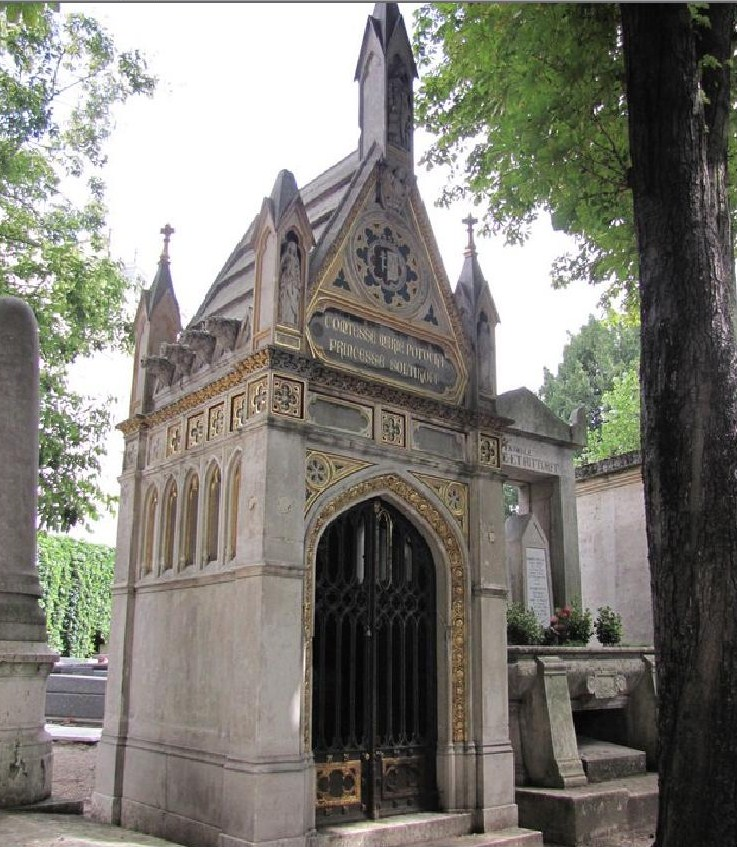
Часовня над могилой Потоцкой

 В круг её общения входили Жуковский, А. Тургенев, писавший, что не одним «острым носиком и томными глазками Потоцкая всем нравится». Князь П. А. Вяземский сочинил для неё на вилле д’Эсте стихотворение «Роза и кипарис». Долли Фикельмон затруднялась дать ей однозначную оценку:
Красивая, болезненная, грациозная, лишенная естественности, сентиментальная, полуувядшая кокетка, со сверкающими глазами и вялым голосом, танцующая живо и вдохновенно; соблазнительная, в высшей степени умеющая владеть собой; вычурная, рассчитанная на эффект манера одеваться; без склонности к мнимой сердечности!
 Последние годы графиня Потоцкая жила отдельно от мужа. Тяжелая болезнь сказывалась на её психологическом состоянии. В 1842 году Тургенев писал А. Булгакову, что графиня Потоцкая сошла с ума в Монпелье, она там одна с ребёнком и помочь ей некому. В 1844 году графиня Потоцкая, уже неизлечимо больная, поселилась в фешенебельном районе Парижа, на Вандомской площади. В январе 1845 года она умерла. В. П. Балабин, секретарь посольства России во Франции, записал в своем дневнике:
Мы видели как в эти дни после двухлетней агонии угасала эта бедная Мария Потоцкая. Накануне своей смерти она выехала в экипаже на прогулку и чуть не умерла, пока её осторожно прогуливали по Елисейским полям.
Похоронена на небольшом кладбище на Монмартре. Граф Потоцкий возвел над её могилой часовню, а надгробный памятник заказал скульптору Ф. Дюре. В браке имела одну дочь:
- Мария Болеславовна (1 августа 1839 — 18 марта 1882), родилась в Риме, с 1856 года жена графа Григория Сергеевича Строганова (1829—1910). Дом Володковича в Кракове

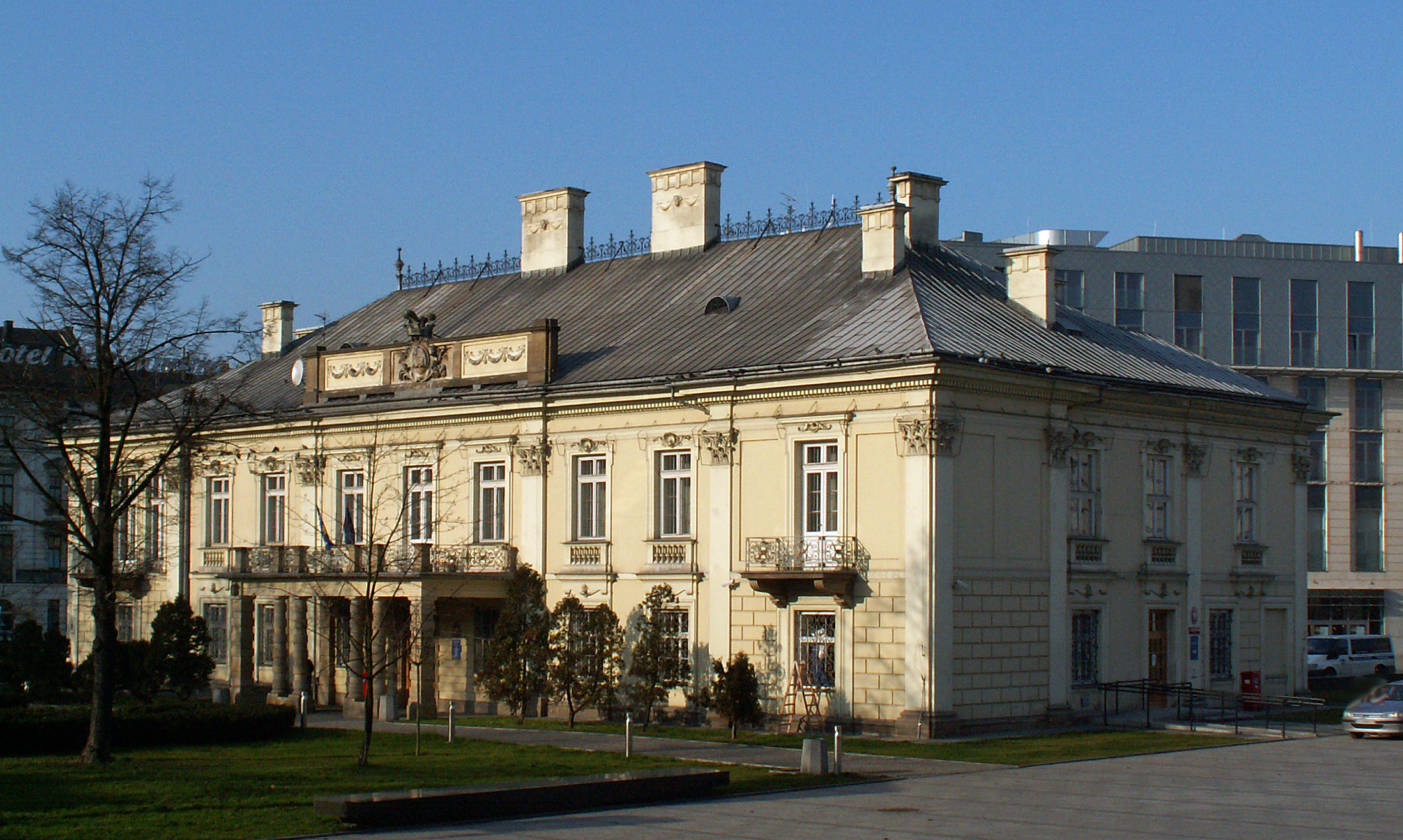
Дом Володковича в Кракове

Внебрачная дочь, София Идль (Zofia Idl; 1842—1900), была воспитана в доме графа Болеслава вместе с его родной дочерью Марией. В 1858 году вышла замуж за подольского землевладельца Владислава Володковича (1832—1889). В 1860-м у семейства Володковичей родился сын Болеслав, названный в честь графа Потоцкого, крестным которого тот тоже являлся. София, известная в Кракове благотворительница, была ограблена и убита в поезде «Одесса-Киев». Похоронена в Кракове в совместной могиле с сыном и мужем.